# 일념시광
《일념시광》(一念时光)은 2021년 방송되었던 중국의 드라마이다.

## 줄거리
- 침체기에 빠진 만화가 스샤오녠은 우연히 NE그룹의 총재 공오를 알게 된다. 공오는 실종된 형 공청의 행방을 찾고 있었고 형이 실종되기 전 함께 사진을 찍은 여자로 스샤오녠을 지목한다 스샤오녠은 이 상황에 어리둥절 했지만 공오는 얼른 대댑을 내 놓으라고 그녀를 편집적으로 압박하고 스샤오녠은 자신의 무고함을 증명하기 위해 협력하는 마음도 있었지만 반 강제적으로 공오와의 동거 생활을 시작하게 된다 아침저녁으로 함께하며 두 사람은 점점 서로의 마음속에 자리잡게 되는데...

## 등장 인물
- 동몽실 (佟梦实) - 공오 역
- 왕학윤 (王鹤润) - 스샤오넨 역
- 류조 (刘潮) - 무치엔추 역
- 하미선 (何美璇) - 쑨제핑 역
- 허루이셴 - 시적 역